# 2-(3,3-二苯基丙基)咪唑-5-乙胺
2-(3,3-二苯基丙基)咪唑-5-乙胺一类强效且具有选择性的组胺H1受体激动剂的母体化合物，化学式为C20H23N3，它可以二苯甲烷为原料，经多步反应制得。
它和4-吡啶乙酸盐酸盐在吡啶和CDI的存在下于THF中反应，可以得到N-[2-(3,3-二苯基丙基)咪唑-5-基乙基]-4-吡啶乙酰胺。